# Elden Ring Nightreign
Elden Ring Nightreign est un jeu vidéo d'action et de survie développé par le studio japonais FromSoftware et édité par Bandai Namco Entertainment, sorti le 30 mai 2025 sur PlayStation 4, PlayStation 5, Xbox One, Xbox Series et Windows.
Il s'agit d'un jeu multijoueur coopératif et solo prenant place dans l'univers d'Elden Ring.

## Système de jeu
Nightreign est destiné à être joué en coopération à trois joueurs, mais il dispose aussi d'un mode solo. Ceux-ci ont à choisir parmi huit archétypes avec des pouvoirs qui leur sont propres, notamment la possibilité de se faire pousser des ailes et de plonger sur les ennemis, et disposent d'un temps de session limité pour se préparer à affronter le boss final, le Nightlord,.

## Développement
Le développement et la date de sortie du jeu sont révélés lors des Game Awards en décembre 2024.
Le 2 mai 2025, soit un peu moins d'un mois avant la sortie officielle du jeu, est publié le trailer complet du jeu sur la chaîne YouTube de Bandai Namco Entertainment, révélant les mécaniques et divers personnages jouables offerts par le jeu.

## Réception

### Ventes
Moins de 24 heures après sa sortie, Elden Ring Nightreign s'est écoulé à plus de 2 millions d'exemplaires. Sur Steam, le titre connaît un pic d'audience à 313 593 joueurs simultanées, soit le deuxième plus gros de l'histoire de FromSoftware, après Elden Ring lui-même (930 000 connexions simultanées),.